# SBIRS

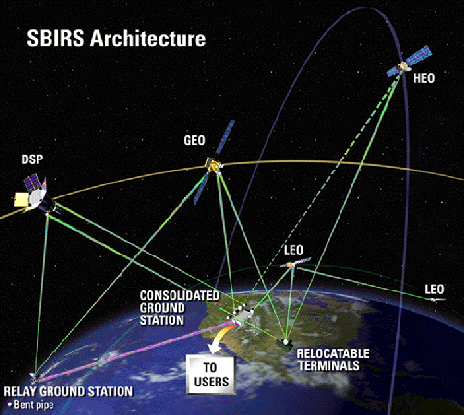
SBIRSの構成概念図: SBIRS-High(GEO、HEO)とSTSS(LEO)で構成される。

SBIRS（Space-Based Infrared System、宇宙配備赤外線システム）は、アメリカ合衆国の弾道ミサイル早期警戒衛星システムである。ミサイル防衛計画の一部として、敵対する国の弾道ミサイルの発射時の赤外線を探知して、ミサイル発射の第1報を発し、ブーストフェイズのミサイルの赤外線を識別・追尾して、着弾地点の予測や、迎撃指示のために必要なミサイルの軌道(弾道)情報を取得する。
静止軌道(geosynchronous earth orbit：GEO)または長楕円軌道(highly elliptical orbit：HEO)を周回する高軌道の衛星システムであるSBIRS-Highと、低軌道(low Earth orbit：LEO)を周回する専用衛星のシステムであるSTSS(Space Tracking and Surveillance System)(旧称：SBIRS-Low)により構成される衛星ネットワークの構築が進められている。主契約企業はロッキード・マーティンであり、ノースロップ・グラマンが主な副契約企業となっている。
従来の早期警戒衛星であるDSP衛星に代わって、冷戦後の戦略環境の変化に対応し、報復核攻撃からミサイル防衛の運用へ重点を移した宇宙配備の早期警戒網センサー網として1996年に開発が開始されたが、その開発は順調に進まず運用開始目標は延期を重ねており、費用も当初見込みの40億ドルから大幅に超過し120億ドルまで膨れ上がっている。SBIRS-High については、衛星数を計画より減らした上で、2022年8月4日に最後の衛星の配備を完了し、一応完成している。STSSについては、2009年に2基の技術試験衛星を軌道上に配備した段階に留まっている。

## SBIRS-High

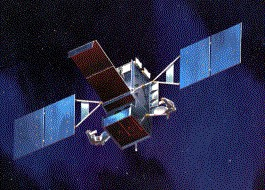
静止軌道に配備されるSBIRS-GEO

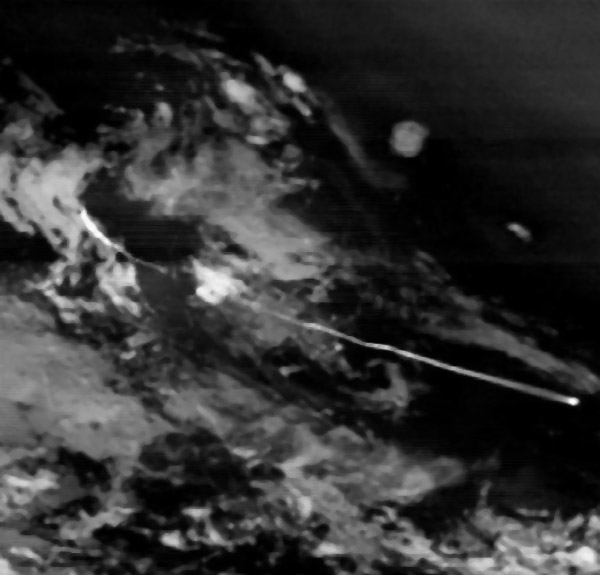
モルニヤ軌道を周回するUSA-200(トランペット5)に搭載された SBIRS-HEO-2 センサーが Delta II ロケットの発射時の赤外線画像を雲を透過して捉えている。

静止軌道(GEO)に8基の専用衛星SBIRS-GEOを配備し、長楕円軌道(HEO)に他業務の衛星に上乗りする形で4基のSBIRS-HEOセンサーを配備し、合計12基の衛星でDSP衛星を代替することが計画され、配備が進められている。開発運用は、DSP衛星から引き続きアメリカ空軍が管轄している。
高緯度の監視が可能な長楕円軌道を取る4基のセンサーは、既にトランペット(Trumpet)衛星として知られている、モルニヤ軌道を周回する4基のシギント偵察衛星、USA-184(NROL-22、2006年打上げ)、USA-200(NROL-28、2008年打上げ)、USA-259(NROL-35、2014年打上げ)、USA-278(NROL-42、2017年打上げ)に、本来の業務の2次的測定装置として搭載され、軌道上への配備が完了している。なお、トランペット衛星は、エドワード・スノーデンが2013年8月30日に暴露した資料によれば、米国議会の予算書上の正式名称はRavenである可能性が高くなっている
。
静止軌道に配備される専用衛星については、当初計画されていたGEO-7、GEO-8は、"Next Generation Overhead Persistent Infrared"と呼ばれている次世代計画をにらんで2017年に予算を打ち切られている。その他の6基の衛星については、USA-230(GEO-1)が2011年5月7日に、USA-241(GEO-2)が2013年3月19日に、USA-273(GEO-3)が2017年1月20日に、USA-282(GEO-4)が2018年1月20日に、USA-315(GEO-5)が2021年5月18日に、USA-336(GEO-6)が2022年8月4日に、それぞれ成功裏に打上げられ、配備が完了しており、GEO-6の配備完了をもって、SBIRS-High は一応の完成形態となった。

## STSS(旧称：SBIRS-Low)

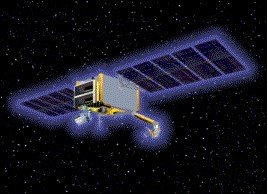
STSS(SBIRS-Low)

捜索用と追跡用の2種類の光学センサーを持つ20基以上の衛星を低軌道(LEO)に配置する計画である。弾道ミサイルが高温の熱源であるブースト段階の噴射を終了した後も、STSS衛星は低軌道から宇宙空間を背景とした弾道ミサイルの熱を捕捉し、弾道ミサイルが飛行する全行程に渡って最も観測に適した位置にある衛星が追跡を引継いでその詳細な弾道データを地上の管制センターへ送信する。
2001年に開発計画が空軍からミサイル防衛局に移管され、2002年に旧称のSBIRS-LowからSpace Tracking and Surveillance System（STSS）へ改称されている。2009年9月25日に実証試験衛星2基が打ち上げられた。